# 加藤秀治郎
加藤 秀治郎（かとう しゅうじろう、1949年7月8日 - ）は、日本の政治学者。東洋大学名誉教授。

## 来歴
岩手県生まれ。慶應義塾大学法学部卒業、慶應義塾大学大学院法学研究科修了。京都産業大学教授、東洋大学法学部教授を歴任。現在、政策研究フォーラム副理事長。

## 主張
- 当初はドイツにおける小選挙区比例代表併用制採用を主張していたが、のちに小選挙区制に代表される多数代表制採用を提唱する。また、「選挙制度」のみならず衆参両院のあり方や内閣のあり方を一体で改革しないと成果が出ないことを主張[3]し、首相公選制や憲法第7条による内閣総理大臣の衆議院解散に反対する[4]。
- 首相権限の弱さは、憲法第72条の規定と矛盾する内閣法第3条（各大臣の行政事務分担）・第4条（首相ではなく内閣の職権とした閣議）に由来するので、これらの法改正なくして首相公選制を導入しても解決しないと主張する[5]。
- 国会改革として、会期不継続の原則廃止による国対政治を追放、両院を跨る党議拘束を各院の会派拘束に改めてその決定時期を与党審査から委員会・本会議採決前に後らせた各院審議の実質化[6]、両院協議会を両院合同会に改めて衆参全議員をメンバーにしてその過半数で決することで衆議院の優越を向上させること[7]を掲げる。
- 「選挙制度」も、民意反映のズレを縮小するために衆参はもとより地方議会の選挙制度も完全連記制も含めた多数代表制に揃えるべき[8]と主張する。
- ネルソン・ウルフ・ポルスビーの議会類型論を高く評価し、政治学のみならず公法学においても広く認識されるべき[9]だと考えている。

## 著書

### 単著
- 『戦後ドイツの政党制――東西ドイツ政党の政治社会学的分析』（学陽書房, 1985年）
- 『政治学入門』（芦書房, 1987年）
- 『「茶の間で聞く」政治の話のウソ。』（学陽書房, 1990年）
- 『政治のしくみ――図説日本はこうなっている』（PHP研究所, 1993年）
- 『ドイツの政治・日本の政治』（人間の科学社, 1996年／増補改訂, 1997年）
- 『政治学の基礎』（一藝社, 2001年）
- 『「憲法改革」の政治学』（一藝社, 2002年／増補改訂版, 2005年）
- 『日本の選挙――何を変えれば政治が変わるのか』（中央公論新社［中公新書］, 2003年）
- 『憲法改革の構想』（一藝社, 2003年）
- 『政治学』（芦書房, 2005年）
- 『日本政治の座標軸――小選挙区導入以後の政治課題』（一藝社, 2005年）
- 『日本の統治システムと選挙制度の改革』（一藝社, 2013年）
- 『やがて哀しき憲法九条』（展転社, 2016年）

### 共著
- （中村昭雄）『スタンダード政治学』（芦書房, 1991年／新版, 1999年）
- （楠精一郎）『ドイツと日本の連合政治』（芦書房, 1992年）

### 編著
- 『リーディングス選挙制度と政治思想』（芦書房, 1993年）
- 『日本の安全保障と憲法』（南窓社, 1998年）
- 『選挙制度の思想と理論――Readings』（芦書房, 1998年）
- 『政治学の基礎』（一藝社, 2002年）

### 共編著
- （渡邊啓貴）『国際政治の基礎知識』（芦書房, 1997年／増補版, 2002年）
- （岩渕美克）『政治社会学』（一藝社, 2004年）
- （水戸克典）『議会政治』（慈学社出版, 2009年、第4版・2024年）
- （永山博之）『名著で学ぶ政治学』（一藝社, 2024年）

### 訳書
- ラルフ・ダーレンドルフ『ザ・ニューリバティ――ポスト「成長」の論理』（創世記, 1978年）
- ラルフ・ダーレンドルフ『現代文明にとって「自由」とは何か』（TBSブリタニカ, 1988年）
- R・ドーソン, K・プルウイット, K・ドーソン『政治的社会化――市民形成と政治教育』（芦書房, 1989年）
- ラルフ・ダーレンドルフ『激動するヨーロッパと世界新秩序』（TBSブリタニカ, 1992年）
- ラルフ・ダーレンドルフ『政治・社会論集――重要論文選』（晃洋書房, 1998年）
- ウォルター・ラカー『ヨーロッパ現代史――西欧・東欧・ロシア（1-3）』（芦書房, 1998年-2000年）
- ラルフ・ダーレンドルフ『現代の社会紛争』（世界思想社, 2001年）
- G・レームブルッフ『西欧比較政治――データ/キーワード/リーディングス』（一藝社, 2002年、第2版2004年）
- ドナルド・R・キンダー『世論の政治心理学――政治領域における意見と行動』（世界思想社, 2004年）
- ネルソン・ウルフ・ポルスビー『議会政治-N.W.ポルスビー「立法府」収録-』（水戸克典との編 慈学社, 2009年）
- カール・フォン・クラウゼヴィッツ『クラウゼヴィッツ語録』（一藝社、2017年）
  - 『『戦争論』 クラウゼヴィッツ語録』（日本経済新聞出版・日経ビジネス人文庫、2022年）
- カール・フォン・クラウゼヴィッツ『縮訳版 戦争論』（日本経済新聞出版、2020年）
  - 『全訳 戦争論』（上下、日本経済新聞出版, 2024年）